# Ахундов, Мирза Исмаил
Мирза Исмаил Молла Селим оглы Ахундов (азерб. Mirzə İsmayıl Molla Səlim oğlu Axundov; 1805, Ляки, Шемахинский уезд, Шемахинская губерния, Российская империя — 1900, Ленкорань, Ленкоранский уезд, Бакинская губерния, Российская империя) — азербайджанский поэт XIX века, участник общества «Фёвджул-фюсаха».

## Биография
Мирза Исмаил Ахундов родился в 1805 году в селе Ляки в семье священнослужителя. Его отец умер, когда ему было семь лет, и его воспитывали мать и сёстры. Начальное образование Мирза Исмаил получил в медресе в Шамахы. Затем его семья переехала в город Ахар, а оттуда в Тебриз, где он изучал арабский и персидский языки и ближневосточную литературу. Вернувшись на родину из Тебриза, он некоторое время жил в Шамахы, с 1840 года работал на погранпереходе Карадонлу. В 1850-х годах, по приглашению дворянина Садыг-бека Мехманадрова, переехал в Ленкорань, где преподавал в школе. Поэт открыл в Ленкоране школу «Усули-Джадид» и посвятил свою жизнь просвещению народа. Мирза Исмаил скончался в Ленкоране в 1900 году.

## Творчество
Мирза Исмаил начал писать стихи под псевдонимом «Гасир» в юном возрасте. Внук поэта Исхак Ахундов собрал и систематизировал его различные стихи и передал их в дар Институту рукописей НАНА. Как и многие его современники, Гасир составлял собственные учебники. С этой целью он также написал учебник под названием «Гануни-Мирза Исмаил Гасир». Он также был современником и другом Сеида Азима Ширвани, который посвятил Гасиру строки. В то время, когда литературные общества слабели, Мирза Исмаил собрал вокруг себя поэтов Ленкорани и организовал собрание «Фёвджул-фюсяха».  Поэты, любители поэзии и другие представители интеллигенции, писавшие и творившие в Ленкоранском уезде, считали его своим духовным лидером. Со времени его создания и до его роспуска Гасир, возглавлявший «Фёвджул-фюсаха», поддерживал тесные контакты с поэтами Шамахы, Баку, Ардебиля, Шуши и регулярно переписывался с ними. Каждый раз, приезжая в Баку, он посещал собрания «Маджмауш-шуара». Таким образом, через Гасира поэты Ленкорани смогли познакомиться с литературной общественностью других городов. Мирза Исмаил также был одним из известных мастеров шахмат своего времени. Его интересовали произведения Махмуда Шабистари, и в 1870 году он сделал копию маснави поэта «Канзул-хаккаиг». Хотя основным содержанием  произведений Гасира является мотив любви, поэт умело записал ряд противоречий, встречающихся в его среде. В обществе, где существуют судьи и каторжники, Гасир пытался разгадать власть денег, вызываемые ими бедствия и в какой-то степени достиг своей цели. Он рассматривал деньги как аморальную «красоту», которая способствует коррупции. Гасир справедливо указывал, что «деньги, потраченные либо на дорогу в Мекку или Медину, либо на вино и азартные игры», имеют такую силу в обществе несправедливости, что могут «превратить цветник в руины, а руины в цветник».